# Satrup
Satrup è una frazione del comune tedesco di Mittelangeln.

## Storia
Il 1º marzo 2013 il comune di Satrup venne fuso con i comuni di Havetoftloit e di Rüde, formando il nuovo comune di Mittelangeln.